# Heteropoda invicta
Heteropoda invicta är en spindelart som först beskrevs av Ludwig Carl Christian Koch 1878.  Heteropoda invicta ingår i släktet Heteropoda och familjen jättekrabbspindlar. Inga underarter finns listade i Catalogue of Life.